# Santa Martha, Veracruz
Santa Martha är en ort i Mexiko.   Den ligger i kommunen Álamo Temapache och delstaten Veracruz, i den sydöstra delen av landet, 230 km nordost om huvudstaden Mexico City. Santa Martha ligger 25 meter över havet och antalet invånare är 184.
Terrängen runt Santa Martha är platt. Runt Santa Martha är det ganska tätbefolkat, med 120 invånare per kvadratkilometer. Närmaste större samhälle är Tuxpan de Rodríguez Cano, 15,9 km nordost om Santa Martha. Trakten runt Santa Martha består till största delen av jordbruksmark.